# Myonia simplificata
Myonia simplificata är en fjärilsart som beskrevs av Louis Beethoven Prout 1918. Myonia simplificata ingår i släktet Myonia och familjen tandspinnare. Inga underarter finns listade i Catalogue of Life.